# Михайловское сельское поселение (Красносулинский район)
Михайловское сельское поселение — муниципальное образование в Красносулинском районе Ростовской области. 
Административный центр поселения — хутор Михайловка.

## Административное устройство
В состав Михайловского сельского поселения входят:
- хутор Михайловка,
- хутор Грачёв,
- посёлок Молодёжный,
- хутор Холодный Плёс.

## Население
| 2010  | 2012  | 2013  | 2014  | 2015  | 2016  | 2017  |
| ----- | ----- | ----- | ----- | ----- | ----- | ----- |
| 1957  | ↘1923 | ↘1885 | →1885 | →1885 | ↗1887 | ↘1881 |
| 2018  | 2019  | 2020  | 2021  |       |       |       |
| ↗1891 | ↘1888 | ↗1891 | →1891 |       |       |       |